# Księża Łąka
Księża Łąka – przysiółek wsi Dziergowice w Polsce, położony w województwie opolskim, w powiecie kędzierzyńsko-kozielskim, w gminie Bierawa.
W latach 1975–1998 przysiółek administracyjnie należał i nadal należy do województwa opolskiego.

## Nazwa
Nazwa miejscowości wywodzi się od polskiej nazwy Księża łąka oznaczającą łąkę należącą do księcia. Heinrich Adamy w swoim dziele o nazwach miejscowych na Śląsku wydanym w 1888 roku we Wrocławiu jako najstarszą nazwę wymienia Xsiezaląka podając jej znaczenie "Herzogswiese" czyli w języku polskim "Łąka księcia". Nazwa przysiółka została później fonetycznie zgermanizowana na Xsiensalonka i utraciła swoje pierwotne znaczenie.